# Замельничный
Замельничный — хутор в Новохопёрском районе Воронежской области России. Входит в состав городского поселения Новохопёрск.

## Население
| 2000 | 2005 | 2010 | 2011 |
| ---- | ---- | ---- | ---- |
| 333  | ↗364 | ↘328 | ↘327 |

## Уличная сеть
- ул. 8 Съезд Советов
- ул. Колхозная
- ул. Комсомольская
- ул. Лесная
- ул. Ломоносова
- ул. Маяковского
- ул. Набережная
- ул. Пионерская
- ул. Тучинская